# Gabe Newell
Gabe Logan Newell (rojen 3.11.1962), ameriški poslovnež in predsednik podjetja Valve.
Newell je rojen v ameriški zvezni državi Kolorado. Šolal se je na Harvard Univerzi v zgodnjih 1980, katero je zapustil da se je lahko pridružil Microsoftu, kjer je pomagal pri razvijanju operacijskega sistema Windows. On in Mike Harrington sta zapustila Microsoft leta 1996 in ustanovila Valve kjer sta tudi izdelala njuno prvo igro, Half-Life (1998). Harrington je zapustil Valve leta 2000.
Newell je vodil razvoj Steam, ki je bil izdan leta 2003 in danes kontrolira večinski delež trga za prodajo digitalnih iger.